# JET
 (janvier 2025).
- Si vous ne connaissez pas le sujet, laissez ce bandeau (vous pouvez alors contacter les auteurs).
- Si vous supprimez le contenu mis en cause (vous pouvez préalablement contacter les auteurs),

argumentez précisément cette suppression dans la page de discussion
(un manque de référence n'est pas un argument ; une recherche réelle de référence doit avoir été effectuée, être formellement documentée).
Pour les articles homonymes, voir Jet.
JET, acronyme de Jeux Et Télévision, est une chaîne de télévision. Première à être consacrée aux jeux télévisés en France, avec près de 12 heures de programmes en direct par jour, elle est basée sur le concept de la télé-tirelire. Elle se présente alors comme la 9Live (chaîne allemande de jeux) française. Elle cesse d'émettre en 2008.

## Histoire de la chaîne
JET est lancée le mardi 17 octobre 2006 à 18 heures. Le parrain de la chaîne est Jean-Pierre Foucault. Sa première émission est un jeu de quiz permettant de remporter 10 000 euros (plus grosse somme jamais proposée et gagnée en un seul jeu). Grégory Ascher et Lorène Cazals animent cette émission spéciale. La première gagnante est Brigitte, habitant Douai.
La grille proposée par JET pour la V1 est un joyeux bric-à-brac. La télé-tirelire n'est pas trop représentée et il y a plutôt beaucoup de rediffusions de jeux cultes ou inédits. Cette grille n'est pas assez rentable, le PDG de JET, Xavier Chauvin, est alors écarté en février 2007 et remplacé par Frédérique Micouleau.
La V2 pour JET doit être plus rentable, ainsi la part de télé-tirelire augmente, des jeux pas assez rentables disparaissent, comme La Carte infernale fin mars 2007 ou Pop Up le dimanche 13 mai 2007, et des programmes bon marché tels Euroshopping font leur apparition.
La V3 est lancée par Olivier Chiabodo. La première grille tranche pour les productions de télé-tirelire qui commencent à se produire en interne ou délocalisées en Belgique (plus proche de la France), et la suppression progressive de tous les jeux de télé-tirelire hongrois.
À l'occasion de son 1er et dernier anniversaire, JET s'offre un rafraîchissement de son logo en 3D.

Logo JET du 14 octobre 2006 au 14 octobre 2007
Logo JET du 14 octobre 2007 au 31 décembre 2007
Version rouge du logo.

TF1 annonce fin octobre 2007 l'arrêt pur et simple de la chaîne. La raison invoquée est la non-rentabilité de JET en un an d'existence, et ses pertes s'élevant à 10 millions d'euros (source TF1). Toutefois, selon certains[Qui ?], ces pertes s'élèveraient à 5 millions d'euros. De plus, les opérateurs internet suppriment le canal de JET dans les 48 heures suivant la fermeture de la chaine.
Les programmes en direct s'arrêtent le 30 novembre 2007 à 17h après la diffusion du People Show et à partir de 18h, plus aucune émission de télé-tirelire n'est émise et la chaîne ne diffuse que des jeux étrangers ou des anciennes émissions jusqu'au l'arrêt de la chaîne le 1er janvier 2008 aux alentours de 01h10 du matin, après une rediffusion du Grand Concours présenté par Carole Rousseau.

## Organisation

### Capital
Jeux Et Télévision - JET, société par actions simplifiée au capital de 40 000 € est détenue à 100 % par le Groupe TF1.

### Direction
PDG :
- Xavier Chauvin (octobre 2006 - février 2007)
- Frédérique Micouleau (depuis février 2007)

Directeurs d'antenne :
- Rémy Hannequin (de septembre 2006 à mai 2007)
- Olivier Chiabodo (depuis juin 2007)

## Programmes TV
Les programmes de JET sont composés de télé-tirelire françaises, hongroises et belges.
Depuis fin octobre 2007, JET ne diffuse que des rediffusions de jeux cultes essentiellement diffusés sur TF1, la maison mère.

### Jeux en direct
- Le People Show : émission de télé-tirelire produite par e-TF1 (auparavant produite par Enjoy Productions jusqu'au 2 juillet 2007). Elle représente l'émission phare de la chaîne. Au départ, elle propose des QCM sur les célébrités.

Puis, une nouvelle version est arrivée sans plus aucun QCM mais avec des jeux : 
- Sourires de star, jeu pour lequel il faut deviner à quelle star appartenait la bouche. Jeu qui est souvent simple.
- People caché, jeu dans lequel il faut trouver la célébrité qui figure sur une image. Jeu qui était souvent simple.
- Grille people, jeu sur une grille de 9 cases (3x3) où il faut trouver des réponses selon le sujet.

De janvier au 29 juin 2007, elle propose des grilles de mots entrecroisés de culture générale et des cases 3x3 sur les peoples et la culture générale. 
La nouvelle version du People Show a été inaugurée par Annabelle Baudin à 14 heures le lundi 2 juillet 2007. L'habillage visuel est inchangé mais le décor a été réduit au map painting. L'habillage musical a été changé la première heure et se rapproche du générique de l'émission. À partir de la 2e heure, il a été subitement retiré de l'antenne pour laisser sa place à l'ancien. Depuis le jeudi 12 juillet 2007, il y a plus de somme garantie mais un jackpot comme sur les télé-tirelires d'i-TV Shows et un nouvel habillage visuel.
Léa, Miguel Derennes, Alex Goude, Jenny Zana, Lorène Cazals, Frédérique Bangué, Grégory Ascher, Annabelle Baudin et Marie-Ange Caravano ont un temps animé l'émission. Elle est animée en alternance les derniers jours par Pascal Gigot et Sylvie Zerbib. La dernière a lieu le vendredi 30 novembre 2007
- Téléfoot, le jeu : émission de télé-tirelire proposée par e-TF1. Elle propose un QCM sur le football en 3 manches et est animée par Christian Jeanpierre.

Le jeu n'est pas en direct, mais a été enregistrée en une fois, chaque émission rediffusant les mêmes séquences.
- La Carte Infernale : émission de télé-tirelire produite par Enjoy Productions. Le jeu se compose comme ceci :

1. L'animateur prend une carte au hasard et la dévoile puis lance un chronomètre de 2 minutes 30.
2. Un appel est pris
3. L'animateur reprend une carte et la met face cachée sur le jeu. Il demande au joueur si la carte est supérieure, équivalente ou inférieure. Si le joueur donne la bonne estimation et qu'elle est correcte, il a le choix entre continuer la partie ou s'arrêter là. S'il perd, il perd tous ses gains.

Le palier est compris entre 25 € et 200 €. Avant l'arrêt définitif du jeu sur JET, la somme à 200 € est accompagnée du cadeau. La télé-tirelire est animée par Pascal Gigot et Grégory Ascher.
- Pop Up : émission de télé-tirelire produite par Optimistic Media.

Cette émission a pris fin le Dimanche 13 mai 2007, le contrat signé entre JET et Optimistic Media étant arrivé à son terme, la chaine a décidé de ne pas le renouveler. Pop Up a été remplacé par une version rallongée La Nuit Ensemble. 
Les animateurs sont Gemma De Ville et Marie-Ange Casalta. Cette dernière a ensuite officié dans le People Show.
- Quiz Sport : émission de télé-tirelire produit par Enjoy Productions. L'émission propose deux jeux sur le sport : le QCM et le Speed Run. Elle est présentée par Frédérique Bangué. Le Quiz Sport a été retiré de l'antenne de JET depuis début 2007 pour non-rentabilité. Le jeu a été remplacé par Le People Show.

- La Nuit Ensemble : émission de télé-tirelire proposée par Télémedia. Elle est calquée sur l'émission La Tirelire du matin.

Elle a été animée par Sylvie Zerbib, Lise Kerverdo, Myriam Vialatte, Héloïse Exbrayat, Jessica N'Young et Emma. 
L'émission a été supprimée de la grille le 29 juin 2007 à 02h45 et a été remplacée par la télé-tirelire belge, Décrochez la nuit.
- La Tirelire du Matin : émission de télé-tirelire proposée par Télémedia.

Cette émission propose des « PaperBoards », des énigmes de logique, de mathématiques et de vocabulaire. 
Elle est animée par Lise Kerverdo. La dernière a eu lieu le 31 août 2007.
- La Machine à sous : émission de télé-tirelire proposée par Télémedia.

Cette émission est calquée sur celle de La tirelire du Matin avec des QCM en plus.
Elle est animée par Myriam Vialatte. La dernière a eu lieu le 1er septembre 2007.
- Jeux de Nuit : émission de télé-tirelire proposée par i-TV Shows, diffusée en duplex en Belgique sur la chaîne RTL-TVI et en France.

Elle est animée généralement par Xavier Van Dooren (ex-AB4). La dernière a eu lieu le 31 octobre 2007. Elle continue cependant à être diffusée en Belgique, sur la chaîne RTL-TVI.
- Coucou c'est nous, le jeu : émission de télé-tirelire produite par e-TF1 (Interne).

- Luna Park : émission de télé-tirelire produite par i-TV Shows. Ce n'est qu'une déclinaison de plus de télé-tirelire belge. Présentée par André (Pierre) Bail et Christian de Paepe. Elle est diffusée de 14h30 à 15h30 en même temps que sur RTL-TVI.

- Bienvenue au club : émission de télé-tirelire produite par i-TV Shows. Elle est présentée par Stéphane Piedboeuf et parfois Julien Sturbois, diffusée en même temps sur Club RTL.

- Décrochez la nuit : émission de télé-tirelire produite par i-TV Shows. L'émission est diffusée depuis le 2 juillet 2007 de 22h à 00h30 et est animée en direct de Belgique par Stéphane Piedboeuf et Julien Sturbois.

- Allo c'est gagné ! : émission de télé-tirelire produite par i-TV Shows. Elle est diffusée le week-end de 16h00 à 20h00 depuis le 7 juillet 2007. Pierre Bail a animé la 1re émission entre 16h00 et 18h00 et a été reprise à 18 heures par Stéphane Piedboeuf et Julien Sturbois. Dimanche 8 juillet, c'est Julien Sturbois qui a animé les 2 premières heures de Allo c'est gagné !

- Allo cadeaux : émission de télé-tirelire produite par i-TV Shows. Elle est calquée sur les 2 autres émissions belges. Elle est diffusée de 10h00 à 11h40 depuis le lundi 3 septembre 2007.

### Émissions de jeux cultes, inédites ou de téléréalité
- Viking : Fear Factor (en) à la japonaise. L'émission est commenté par Jean-Pascal Lacoste et Frédérique Bangué - Produit par Fuji TV ;
- Poker : European Poker Tour - Vegas Open ;
- Le Grand Concours : jeu de connaissances animé par Carole Rousseau - Produit par Starling ; Rediffusion des émissions déjà diffusées sur TF1
- L'Académie des neuf : Rediffusions des émissions d'Antenne2
- Greg le millionnaire : télé réalité - Produit par Glem ; Rediffusion des émissions déjà diffusées sur TF1
- Marjolaine et les millionnaires : télé réalité - Produit par Glem ; Rediffusion des émissions déjà diffusées sur TF1
- Mon incroyable fiancé : télé réalité - Produit par Glem ; Rediffusion des émissions déjà diffusées sur TF1
- Zone rouge : Rediffusion des émissions déjà diffusées sur TF1
- Anagram : jeu divertissement des années 1980 - Produit par TF1

### Émissions hors jeux
- Euroshopping : Télé-Achat - Produit par Euroshopping et Infoshopping

## Animateurs
- Animateurs d'Euroshopping
- Grégory Ascher (Le People Show, Poker)
- Pierre Bail (Allo Cadeaux, Luna Park, Allo c'est gagné !)
- Frédérique Bangué (Voix off Viking)
- Annabelle Baudin (Le People Show)
- Marie-Ange Caravano (Pop Up, Le People Show)
- Lorène Cazals (Le People Show)
- François Delmotte (Poker)
- Miguel Derennes (Le People Show)
- Christian de Paepe (Allo Cadeaux, Luna Park)
- Delphine de Turckheim (Mon incroyable fiancé)
- Gemma De Ville (Pop Up)
- Emma (La Nuit Ensemble, La Tirelire du Matin)
- Heloïse Exbrayat (La nuit ensemble)
- Jean-Pierre Foucault (L'academie des 9)
- Pascal Gigot (Le People Show)
- Alex Goude (Le People Show)
- Christian Jeanpierre (Téléfoot, le jeu)
- Jean-Pascal Lacoste (Voix off Viking)
- Denis Lagasse (Décrochez la nuit, Allo c'est gagné !)
- Léa (Le People Show)
- Lise Kerverdo (La Nuit Ensemble, La Tirelire du Matin)
- Nadia Manfroid (Décrochez la nuit, Allo c'est gagné !)
- Maude (Décrochez la nuit)
- Jessica N'Young (La Nuit Ensemble, La Tirelire du Matin)
- Stéphane Piedboeuf (Décrochez la nuit, Allo c'est gagné !)
- Daniel Prévost (Anagram)
- Eloi Relange (Poker)
- Carole Rousseau (Le grand concours)
- Julien Sturbois (Décrochez la nuit, Allo c'est gagné !)
- Tatiana (La Nuit Ensemble, La Rirelire du Matin)
- Michael Vancutsem (Décrochez la nuit, Allo c'est gagné !)
- Myriam Vialatte (La Nuit Ensemble, La Tirelire du Matin, La machine à sous)
- Xavier (Jeux de Nuit)
- Jenny Zana (Le People Show)
- Sylvie Zerbib (La Tirelire du Matin, La Nuit Ensemble, Le People Show)